# Sorata
Sorata ist eine Landstadt im Departamento La Paz im südamerikanischen Andenstaat Bolivien.

## Lage im Nahraum
Sorata ist der Verwaltungssitz der Provinz Larecaja und zentraler Ort des Municipios Sorata. Die Stadt liegt auf einer Höhe von 2721 m an der Mündung des Río Challa Suyu in den Río San Cristobál, dessen Wasser im weiteren Verlauf in den Río Mapiri münden.

## Geschichte
Der Ort kolonialen Ursprungs war im 19. Jahrhundert Treffpunkt für Goldsucher, Kautschukbarone und Freiheitskämpfer.

## Geographie
Sorata liegt in der Hochgebirgskette der Cordillera Real an den westlichen Ausläufern des Illampú-Massivs.
Auf Grund des subtropischen Klimas mit Durchschnittstemperaturen zwischen 15 °C und 20 °C und einem jährlichen Niederschlag von 650 mm ist der Landstrich für landwirtschaftlichen Anbau besonders geeignet, auf den umliegenden Steilhängen dehnt sich eine reichhaltige Vegetation und grüne Felder aus.

## Verkehrsnetz
Sorata liegt nordwestlich des bolivianischen Regierungssitzes La Paz und ist etwa 130 Straßenkilometer von diesem entfernt.
Von La Paz führt die asphaltierte Nationalstraße Ruta 2 in nordwestlicher Richtung 70 Kilometer bis Huarina, von dort zweigt in nördlicher Richtung die Ruta 16 ab, die nach 23 Kilometern Achacachi erreicht. Ein Kilometer hinter Achacachi zweigt nach Nordosten hin eine Landstraße Richtung Sorata ab, die nach acht bzw. weiteren sechs Kilometern die Ortschaften Warisata und Walata Grande durchquert. Die Straße führt dann über eine Passhöhe von 4270 m und überwindet auf einer Strecke von dreißig Kilometern bis Sorata einen Höhenunterschied von 1500 m. Hinter Sorata führt die Straße weiter nach Mapiri in den Yungas am Ostrand der Gebirgskette der Cordillera Central.

## Bevölkerung
Die Einwohnerzahl der Ortschaft ist in den vergangenen beiden Jahrzehnten um mehr als ein Drittel angestiegen:
| Jahr | Einwohner | Quelle       |
| ---- | --------- | ------------ |
| 1992 | 2048      | Volkszählung |
| 2001 | 2217      | Volkszählung |
| 2012 | 2788      | Volkszählung |
| 2024 |           | Volkszählung |

Die Region weist einen hohen Anteil an Aymara-Bevölkerung auf, im Municipio Sorata sprechen 92,2 Prozent der Bevölkerung Aymara.
In der Vergangenheit hat die Bevölkerung immer wieder durch gewaltsamen Widerstand gegen die bolivianische Zentralregierung protestiert. So war die Stadt zum Beispiel im Sommer 2005 wochenlang aus Protest gegen die geplante Privatisierung der Ölreserven des Landes blockiert.

## Tourismus
Die Kleinstadt ist heute Ausgangspunkt für zahlreiche sportliche Aktivitäten in der Region, wie Canyoning, Mountainbiking und Sportangeln.
In erster Linie aber gilt sie als Kletter- und Wanderparadies. Wege aus präkolumbischer Zeit gehen von Sorata aus, wie der Illampú-Rundweg in das Bergmassiv von Illampú und Ancohuma und der Mapiri-Pfad in die subtropischen Yungas-Täler.
Zehn Kilometer von Sorata entfernt befinden sich die Höhlen von San Pedro mit interessanten Stalagmiten- und Stalaktit-Formationen und einem Höhlensee sowie einer beachtlichen Fledermauspopulation.

## Söhne und Töchter der Stadt
- Humberto Viscarra Monje, Komponist